# منطقه ۱۰ شهرداری تهران
منطقه ۱۰ شهرداری تهران یکی از مناطق شهری تهران است. این منطقه در بین مرکز، غرب و جنوب‌غرب تهران قرار دارد. این منطقه با تراکم ناخالص جمعیتی حدود ۴۰۰ نفر در هر هکتار بوده که از این حیث پُرتراکم‌ترین منطقه شهر تهران در بین مناطق بیست و دوگانه محسوب می‌شود. تراکم جمعیتی آن چهار برابر حد استاندارد و دو برابر میانگین تراکم در شهر تهران است. این منطقه دارای سه ناحیه و ده محله است. منطقه۱۰ با دسترسی به بخش جنوبی تونل توحید و نیز دسترسی به بزرگراه یادگار امام و نیز بزرگراه نواب دسترسی نسبتاً خوبی به شبکه بزرگراهی تهران دارد.
این منطقه در شمال به خیابان آزادی(منطقه ۲)،
در جنوب به خیابان قزوین (منطقه ۱۷) 
در شرق به بزرگراه نواب صفوی (منطقه ۱۱) 
و در غرب به بزرگراه یادگار امام (منطقه ۹)خیابان هرمزان و خیابان امامزاده عبدالله محدود می‌شود.
از مهم‌ترین خیابان‌های این منطقه می‌توان به خیابان جیحون، کارون، قصرالدشت، خوش جنوبی، رودکی جنوبی، هاشمی، دامپزشکی ، مرتضوی ، مالک اشتر ،بلوار بریانک و بخش غربی خیابان امام خمینی است. بخش جنوبی تونل توحید نیز در این منطقه واقع شده‌است. این منطقه با تراکم ناخالص جمعیتی حدود ۴۰۰ نفر در هر هکتار بوده که از این حیث، از پُرتراکم‌ترین مناطق شهر تهران در بین مناطق بیست و دوگانه محسوب می‌شود، تراکم جمعیتی آن چهار برابر حد استاندارد و دو برابر میانگین تراکم در شهر تهران است. این منطقه دارای سه ناحیه و ده محله است. فضای سبز منطقه از ۳۲ بوستان با وسعتی بیش از ۴٫۳ هکتار برخوردار است. سرانه فضای سبز ۲/۶ متر مربع می‌باشد. شاخص‌ترین پارک منطقه پارک هزار شهید ، بوستان هفت چنار و بوستان تهرانی هستند. منطقه ده با دسترسی به بخش جنوبی تونل توحید و نیز دسترسی به بزرگراه یادگار امام و نیز بزرگراه نواب دسترسی نسبتاً خوبی به شبکه بزرگراهی تهران دارد.

## تاریخچه
سابقه سکونتگاهی شهری منطقه ده شهرداری تهران به دهه بیست خورشیدی بازمی‌گردد.
از آن زمان تا دهه شصت خورشیدی، طی چهل سال این منطقه تدریجاً بسط و گسترش یافته‌است. منطقه ده از قدیم دربرگیرنده تمامی بخش‌های اکبرآباد و بریانک بوده‌است. در فاصله سال‌های دهه بیست تا پنجاه خورشیدی، بافت جنوب منطقه همچنان با کوچه باغ‌های خود و دو قلعه بریانک و جی پابرجا و چهره روستایی خود را حفظ کرده بود. در تغییرات مناطق در سال ۱۳۴۹ نیز که تهران ابتدا به هفت منطقه، سپس به دوازده منطقه تقسیم شد؛ منطقه ۱۰ کنونی بخشی از منطقه یک شهر تهران بوده‌است. براساس گزارش‌های تاریخی محدوده منطقه یک تهران عبارت بود از: شمال به بلوار کشاورز (بیمارستان امام خمینی کنونی) ستارخان و بزرگراه‌های آل‌احمد و شیخ فضل‌الله از شرق به خیابان کارگر و بزرگراه چمران از جنوب به خیابان قزوین از غرب به پادگان جی و هاشمی در نهایت منطقه ۱۰ شهرداری تهران با ساختار فعلی در پانزدهم تیرماه ۱۳۶۴ تأسیس شد.
قدیمی‌ترین سکونت گاه این منطقه شامل دو آبادی جی و بریانک است که از گذشته‌های دور به نام قلعه بریانک و قلعه جی به صورت آبادی‌های اقماری وجود داشته‌اند. عنصر قدیمی دیگر منطقه نهر فیروزآباد است که از شمال غرب تهران به طرف شهر ری جریان داشته و در امتداد مسیر خود پس از عبور از این منطقه نهایتاً به‌آبادی فیروزآباد در جنوب شرقی شهر ری منتهی می‌شود. به همین دلیل نام این نهر را فیروزآباد گذاشته‌اند.
بناهای برجای مانده از تهران قدیم
- برخی از بناهای تهران قدیم در این منطقه همچنان با برجاست و با تغییر کاربری به حیاتش ادامه می‌دهد از آن جمله می‌توان به ساختمان قدیمی اشاره کرد که هم‌اکنون محل استقرار موزه حیات وحش هفت چنار است.[۲] این موزه، قهوه‌خانه سنتی با ساختمانی قدیمی دارد.[۲] هم‌اکنون پارک هفت چنار با وسعت ۱۸۰۰۰ متر مربع دارای گونه‌های گیاهی چنار، توت، ماگنولیا و پالم است. همچنین موزه حیات وحش اکنون در بر دارنده گونه‌های مختلف حیوانات تاکسیدرمی شده و زنده است. ساختمان موزه، بنایی تاریخی از اوایل دهه قرن بیستم است که به عنوان کارخانه برق شروع به کار کرد؛ بعد از چند سال به کارخانه جوراب بافی تبدیل شد. ساختمان بنایی قاجاری است که در نهایت استادی و ظرافت طراحی و ساخته شده و دودکش بسیار عظیمی دارد. این بنا ۲۷۰۰ متر مربع مساحت دارد و در زمینی به مساحت ۷۶۰۰ متر مربع واقع شده‌است.[۲]
- در تهران قدیم حاشیه هفت چنار کشاورزی انجام می‌گرفته این محله دارای باغ‌های فراوان بوده‌است. قبل از انقلاب محدوده موزه حیات وحش هفت چنار کارخانه جوراب بافی بوده‌است.[۲] کشاورزی در این محدوده و همچنین وجود کارخانه جوراب بافی از جمله جاذبه‌های این محله به حساب می‌آمده‌است. همچنین مسجد اعتماد سابق که در حال حاضر مسجد المهدی می‌باشد قدیمی‌ترین مسجد این محله محسوب می‌شود.[۲]
- از دیگر بناهای قدیمی برجای مانده از تهران قدیم در این منطقه بنای امامزاده معصوم است. مستند به کتیبه نوشته شده به تاریخ ۱۲۴۰ هجری قمری، امامزاده معصوم از نوادگان محمدباقر معرفی شده‌است. این بقعه در فضای وسیع و مشجری قرار دارد. بنای فعلی آن مشتمل بر حرم چهارضلعی مستطیل شکل است که ایوان کوچکی در طرف جنوب و اتاق‌های وسیعی در طرفین آن ساخته شده و گنبدی به سبک گنبدهای عصر صفوی بر فراز بقعه استوار شده‌است. در محوطه این بقعه، مقبره برخی از رجال و افسران عهد مظفرالدین شاه و محمد علی شاه قاجار وجود دارد. در گذشته در اطراف امامزاده معصوم باغ‌های زیادی وجود داشت که در توسعه‌های بعدی عمدتاً به مناطق مسکونی تبدیل شده‌است.[۲]

## اطلاعات عمومی
در این بخش اطلاعات نظیر جمعیت و وسعت، محدوده و ویژگی‌های منطقه ارائه می‌شود.
محدوده
به لحاظ موقعیت جغرافیایی از شمال به خیابان آزادی، از جنوب به خیابان قزوین، از شرق به بزرگراه شهید نواب صفوی و از غرب به خیابان شهیدان منتهی می‌شود. منطقه ده، در بخش غربی شهر تهران واقع و با مناطق دو (شمال)، نُه (غرب)، هفده (جنوب) و یازده (شرق) همجوار است. این منطقه دارای سه ناحیه و ده محله است.
وسعت و جمعیت
منطقه ده با ۸۱۷ هکتار مساحت، کوچک‌ترین منطقه شهرداری تهران بعد از منطقه هفده محسوب می‌شود. این منطقه دارای سه ناحیه و ده محله است. جمعیت منطقه در حدود ۳۲۷ هزار نفر و با تراکم ناخالص جمعیتی حدود ۴۰۰ نفر در هر هکتار بوده که از این حیث، از پُرتراکم‌ترین مناطق شهر تهران در بین مناطق بیست و دوگانه محسوب می‌شود و تراکم جمعیتی آن چهار برابر حد استاندارد و دو برابر میانگین تراکم در شهر تهران است. در حدود ۱۱۷۰۰۰ خانوار در این منطقه زندگی می‌کنند و زنان ۵۱ درصد و مردان ۴۹ درصد جمعیت این منطقه را تشکیل می‌دهند. ۸۷ درصد جمعیت منطقه باسواد می‌باشند. این منطقه دارای سه ناحیه و ده محله است.
ویژگی
دسترسی به فرودگاه بین‌المللی امام خمینی، ترمینال غرب، فرودگاه مهرآباد و بازار تهران از فرصت‌های این منطقه است.

## محله‌ها
این منطقه دارای سه ناحیه و ده محله است.
- هفت‌چنار
- بریانک
- سلیمانی - تیموری
- شبیری - جی
- سلسبیل جنوبی
- کارون جنوبی
- هاشمی
- سلسبیل شمالی
- کارون شمالی
- زنجان جنوبی

## مراکز مهم
در این منطقه مراکز متعدد فرهنگی، تفریحی و فضای سبز و تاریخی قرار دارد.
مذهبی و تاریخی
این منطقه دارای ۶۴ مسجداست که شاخص‌ترین مسجد لولاگر است و واقع در خیابان آذربایجان نبش خیابان نواب می‌باشد.
- امامزاده معصوم
- مسجد حاج‍ عبدالله
- مسجد لولاگر
- مسجد رضویه

مراكز آموزشي
آموزشگاه های منطقه ده با توجه به تراکم شدید جمعیت منطقه بصورت متمرکز در زمینه های متنوع : مهارت های فنی و حرفه ای و زبان انگلیسی و همچنین موسیقی فعالیت دارند.نیاز آموزشی و مهارت آموزی با توجه به تراکم بالای جمعیت و مساحت کم این منطقه یکی از چالشهای اساسی منطقه ده می باشد.  
- آموزشگاه خیاطی نوین گل

بوستان‌ها
فضای سبز منطقه تا سال ۱۴۰۱ از ۵۵ بوستان با وسعتی بیش از ۴٫۳ هکتار برخوردار است. شاخص‌ترین پارک منطقه پارک هزار شهید در خیابان شهید برادران عرب و بوستان تهرانی در خیابان قزوین بعد از دو راهی قپان قراردارند.
- پارک رضوان (خیابان کمیل)
- بوستان رودکی (خیابان رودکی)
- بوستان اعتماد (خیابان هفت چنار)
- بوستان هفت چنار (خیابان هفت چنار)
- پارک آیینه (خیابان جیحون)
- پارک شهدا (خیابان طوس و بهنود)
- بوستان زینبیه (خیابان مالک اشتر)
- بوستان برادران شهید بیات (بزرگراه یادگار امام)
- پارک نور (بلوار بریانک)
- بوستان هزار شهید (خیابان شهید عرب)
- بوستان خانواده (خیابان شهید عرب)
- بوستان ۲۲ بهمن (خیابان شهید عرب)
- بوستان ناظمی (خیابان محقق)
- پارک دوچرخه (خیابان رنجبر)
- بوستان نوا (خیابان رنجبر)
- بوستان تهرانی (خیابان قزوین)
- بوستان غنی پور (خیابان قزوین)
- بوستان باغ حکیم (خیابان محمدیان)
- بوستان نیلوفر (خیابان محبوب مجاز)
- بوستان زنجان (خیابان زنجان جنوبی)
- بوستان شهدای باقری زند (خیابان بهنود)

سینماها
- سینما کارون
- سینما جی
- سینما المپیا

مراکز درمانی
- بیمارستان اقبال
- بیمارستان شهریار
- بیمارستان بابک
- بیمارستان لولاگر

بازارها
بازار لباس سلسبیل (خیابان سلسبیل یا همان رودکی)
بازار چهارراه گلی(انتهای خیابان جیحون)
بازار پرنده فروشی(خیابان امامزاده عبدالله)

## حمل و نقل عمومی
در منطقه ده دسترسی مناسبی به مترو، اتوبوس تندرو شبکه بزرگراهی تهران وجود دارد.
بزرگراه
منطقه ده با دسترسی به بخش جنوبی تونل توحید و نیز دسترسی به بزرگراه یادگار امام و نیز بزرگراه نواب دسترسی نسبتاً خوبی به شبکه بزرگراهی تهران دارد. تونل توحید یکی از بزرگترین تونل‌های شهری ایران است که از دو تونل کنار هم به طول ۲۱۳۶ متر تشکیل شده و هرکدام از تونل‌ها شامل ۳ باند رفت و برگشت بوده و به عنوان نخستین تونل شمال به جنوب تهران، بزرگراه شهید چمران را به بزرگراه شهید نواب صفوی پیوند می‌دهد. همچنین بزرگراه یادگار امام به طول ۱۷ کیلومتر از مهمترین شریان‌های اصلی بزرگراهی شمالی و جنوبی پایتخت تلقی می‌شود.
اتوبوس تندرو
برخی از ایستگاه‌های سامانه اتوبوس تندرو خط  پارک‌وی - پایانه معین در این منطقه قرار دارد.
مترو
- ایستگاه متروی شادمان در خیابان آزادی، ابتدای خیابان‌های جیحون و شادمهر
- ایستگاه متروی شهید نواب صفوی در تقاطع بزرگراه نواب و خیابان آذربایجان
- ایستگاه متروی کمیل در حاشیه بزرگراه نواب زیر پل کمیل
- ایستگاه متروی بریانک در تقاطع بزرگراه نواب و بلوار بریانک غربی
- ایستگاه متروی رودکی در تقاطع بزرگراه نواب و خیابان امام خمینی